# Ménil-en-Xaintois
Ménil-en-Xaintois – miejscowość i gmina we Francji, w regionie Grand Est, w departamencie Wogezy.
Według danych na rok 1990 gminę zamieszkiwały 142 osoby, a gęstość zaludnienia wynosiła 34 osób/km² (wśród 2335 gmin Lotaryngii Ménil-en-Xaintois plasuje się na 903. miejscu pod względem liczby ludności, natomiast pod względem powierzchni na miejscu 1081.).